# Phare de Whale Point
Le phare de Whale Point est un phare situé sur la caye de Whale Cay faisant partie des îles Berry, aux Bahamas. Il est géré par le Bahamas Port Department.

## Description
Ce phare  est une tour circulaire en maçonnerie, avec une galerie et une lanterne de 13 m de haut, attenante à une maison de gardien. La tour est totalement blanche. Il émet, à une hauteur focale de 21 m, un éclat blanc par période de 4 secondes. Sa portée est de 7 milles nautiques (environ 13 km).
Le phare a été restauré dans les années 1930. Il se situe sur le côté sud-ouest de l'île, à l'extrémité sud des îles Berry. L'île est privée et accessible en bateau.
Identifiant : ARLHS : BAH-022 - Amirauté : J4626 - NGA : 110-11952 .

### Lien connexe
- Liste des phares des Bahamas